# Matemática médica

## La matemática para ciencias de la salud omatemáticabiomédica es un campo interdisciplinario de la ciencia en el cual lasmatemáticasexplican fenómenos, procesos o eventos asociados a lamedicinao a labiología.
Desde el modelo compartimental SIR del año 1927, W. O. Kermack & A. G. McKendrick "A contribution to the mathematical theory of epidemics" Proceedings of the Royal Society of London Series A, 115:700-721, 1927</ref>, para entender la extensión plaga de Bombay se estableció un precedente para que se sentaran las bases teóricas firmes de Anderson en los años setenta.

## Aplicaciones de las matemáticas a la medicina
Se refiere a todos aquellos métodos y herramientas matemáticas y computacionales que pueden ser utilizados en el análisis o solución de problemas pertenecientes al área de  ciencias de la salud o de la medicina. Muchos métodos matemáticos han resultado efectivos en el estudio de problemas de salud, deviniendo en la implantación progresiva de la matemática médica.
La definición no es absolutamente estricta, ya que, en principio, cualquier parte de la matemática podría ser utilizada en problemas de salud; sin embargo, una posible diferencia es que se procura el desarrollo de la matemática "hacia la salud", es decir, hacia el ámbito del proceso salud-enfermedad. Y, en menor grado, "hacia dentro", o sea, hacia el desarrollo de las matemáticas mismas. La matemática aplicada es usada frecuentemente en distintas áreas de la medicina. Áreas de la matemática con frecuentes aplicaciones a la medicina:
- Cálculo específicamente el algoritmo se aplica a la epidemiología y el logaritmo a la inmunología.
- Estadística, en la bioestadística.
- Análisis de la varianza, o cálculo de desviaciones respecto a la media en mensuraciones de la clínica.
- Proceso estocástico se aplica en la ecocardiografía y la electroencefalografía, así como a otros métodos biomédicos.
- Lógica proposicional a la informática médica.

## Áreas de aplicación
- Oncología
- Inmunología, como en el método de Kaerber y el método de Reed y Muench
- Virología
- Fisiología humana, como en el análisis del control metabólico y la gasometría arterial
- Instrumental diagnóstico, como la electroencefalografía y la ecocardiografía
- Informática médica y ESalud
- Epidemiología, como en el modelaje matemático de epidemias
- Genética y Genomica, incluso epidemiología genética y relacionada con la bioestadística

## Importancia
La importancia fundamental de la matemática médica radica en su capacidad expresiva, respecto a una alegada insuficiencia de exactitud que pueden presentar las descripciones puramente lingüísticas. Su relevancia biomédica se ha venido demostrando claramente y validando vía experimentación rigurosa.
Es pertinente que este campo investigativo sea divulgado, debido a que permite precisar y sintetizar lo que queda disgregado en cientos de páginas en algunos textos teóricos y en la experiencia misma del investigador, dotándole de una gran versatilidad para la resolución, sobre la base de números, de los problemas de salud que acosan a la familia humana.